# Douglas C. Engelbart

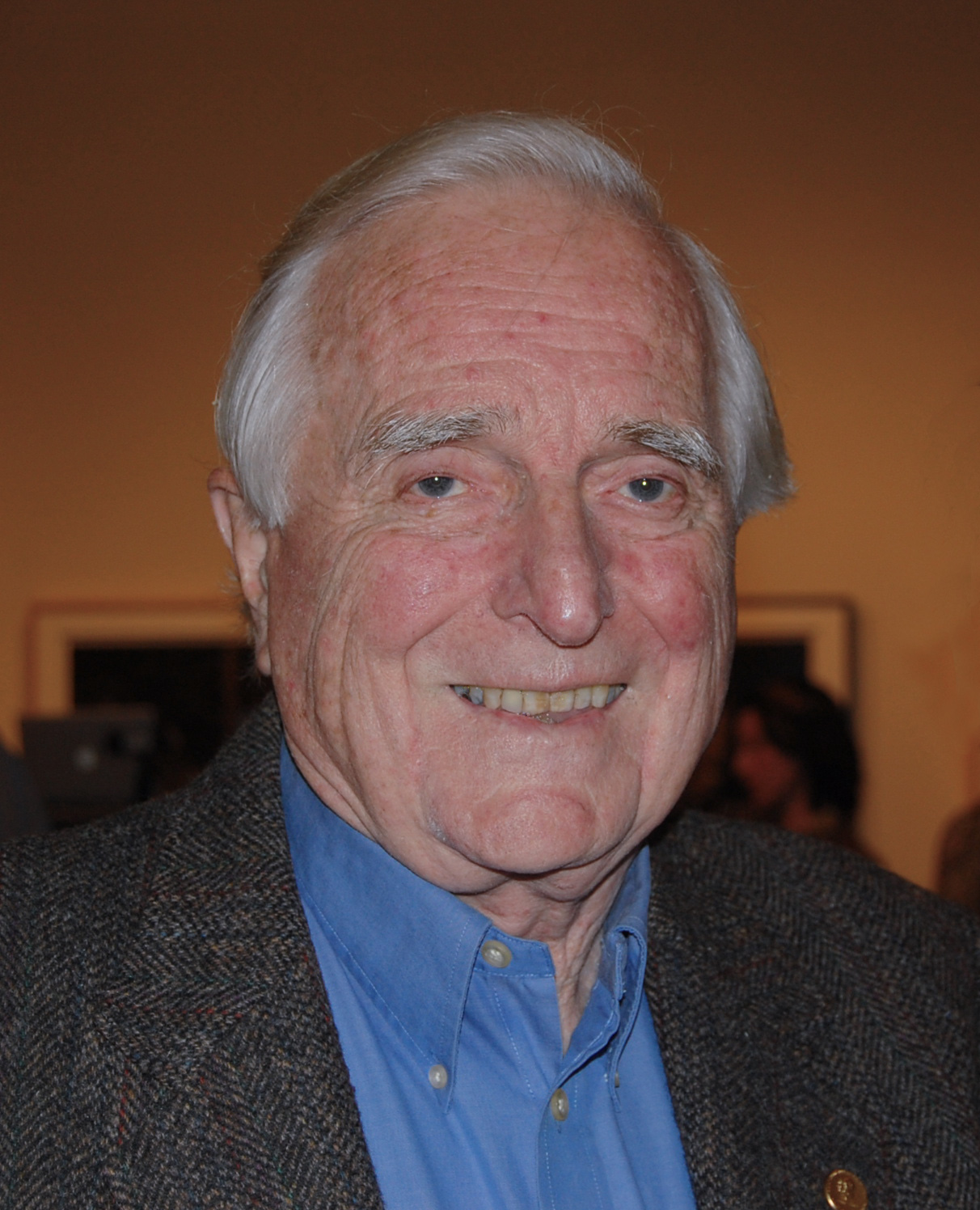
Douglas Engelbart (2008)

Douglas Carl Engelbart (auch Doug Engelbart; * 30. Januar 1925 in Portland, Oregon; † 2. Juli 2013 in Atherton, Kalifornien) war ein US-amerikanischer Computertechniker und Erfinder. Er gilt als der entscheidende Vordenker für die Entwicklung des Personal Computers. 1997 wurde er für sein Lebenswerk mit dem Turing Award ausgezeichnet.

## Leben
Engelbart war das zweite von drei Kindern seiner Eltern Carl Louis und Gladys Engelbart, geborene Munson. Väterlicherseits hatte er deutsche Vorfahren und seine Mutter stammte aus einer Familie von norwegisch-schwedischen Einwanderern. Er schilderte seine Mutter als feinfühlig und künstlerisch veranlagt. Sein Vater Carl Engelbart studierte Elektrotechnik am Washington State College und arbeitete zunächst als Elektroingenieur in den Werften von Bremerton. Nach dem Ersten Weltkrieg wurde er Geschäftsmann und eröffnete schließlich ein Radiogeschäft in Portland. Er starb, als Douglas Engelbart neun Jahre alt war. Dieser studierte von 1942 bis 1948 ebenfalls Elektrotechnik an der Oregon State University (B.S.), 1944 unterbrochen von seiner Einberufung in den Zweiten Weltkrieg. Zwei Jahre lang wurde er in seinem Wunschberuf als Radartechniker ausgebildet und erst bei Kriegsende auf den Philippinen stationiert. An der UC Berkeley schloss er 1952 einen Zweitstudiengang in Ingenieurwissenschaft ab. 1955 wurde er dort über eine computertechnische Arbeit zu Gas-Plasma-Bildschirmen promoviert.

### Beiträge zur Entwicklung des Computers und Erfindungen
Durch einen Zufall las er noch als GI im Atlantic Monthly in dem Artikel As We May Think (Juli 1945) von Vannevar Bushs Vision einer informationsverarbeitenden Maschine. Bei dem sogenannten Memex (MemoryExtender) handelt es sich um einen fiktiven Kompakt-Analog-Rechner, der als persönliches Werkzeug eingesetzt werden konnte. Diese Idee hinterließ bei ihm einen solch nachhaltigen Eindruck, dass er fortan sein ganzes Leben in den Dienst der Verwirklichung dieser Konzeption stellte. 1962 entwickelte er dieses menschenzentrierte Konzept in technischer Hinsicht weiter in Augmenting Human Intellect: A Conceptual Framework.

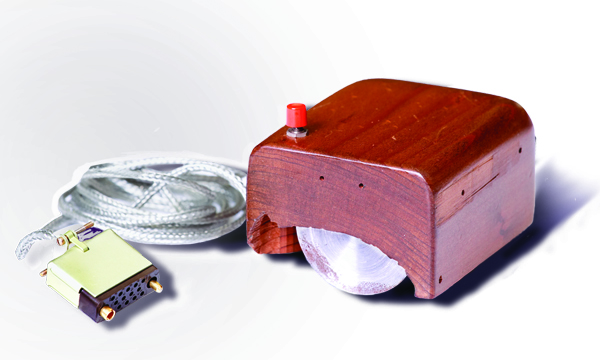
Der allererste Prototyp einer Computermaus wurde 1963 von Bill English nach Zeichnungen von Douglas Engelbart gebaut.

Gegenwärtig noch am meisten in der Öffentlichkeit bekannt ist Engelbarts Erfindung einer Computermaus, die er 1963 als X-Y-Positions-Anzeiger für ein Bildschirmsystem am Stanford Research Institute entwickelte. Diesen Anzeiger mit einem Drehknopf und einer Taste präsentierte er zusammen mit Bill English am 9. Dezember 1968 das erste Mal vor einem Fachpublikum; der Eindruck und die Folgen dieser Präsentation waren so weitreichend, dass sein Vortrag 1994 von Steven Levy als The Mother of All Demos bezeichnet wurde. Die prägende Rollkugelsteuerung erfand jedoch nahezu zeitgleich und unabhängig Rainer Mallebrein. Darüber hinaus lieferte er wesentliche Ideen zu allen Aspekten der Mensch-Maschinen-Interaktion, u. a. Grafische Benutzeroberflächen, Hypertext und Computernetzwerken. Seine Forschung wurde dabei zum Teil auch von der ARPA finanziert, für die er nicht nur Werkzeuge für die Online-Zusammenarbeit entwickelte, sondern auch einen der ersten vier Knoten des Arpanets an seinem Institut einrichtete und verwaltete.
Anfang der 1970er Jahre verließ eine Reihe seiner besten Mitarbeiter sein Institut. Sie gingen meist zu Xerox PARC, wo 1973 mit dem Xerox Alto der erste PC mit grafischer Benutzeroberfläche entwickelt werden sollte. 1976 wurde Engelbarts Labor an die Firma Tymshare verkauft. Im Alter von 63 Jahren gründete er mit seiner Tochter Christina 1988 das Bootstrap Project an der Stanford University, das zunächst auf 18 Monate befristet war. Engelbart leitete noch 2008 das Bootstrap Institute, unterstützt von Logitech, das sich einer Verbesserung der Mensch-Maschine-Interaktion widmet. 2009 benannte er das Institut in Doug Engelbart Institute um.

### Privatleben
Douglas Engelbart hatte mit seiner 1997 verstorbenen Frau Ballard vier Kinder. 2008 heiratete er die Journalistin und Publizistin Karen O’Leary. Er starb am 2. Juli 2013 im Alter von 88 Jahren im kalifornischen Atherton an Nierenversagen.

“I don’t know what Silicon Valley will do when it runs out of Doug’s ideas.”

„Ich weiß nicht, was Silicon Valley tun wird, wenn ihm Dougs Ideen ausgehen.“

## Auszeichnungen (Auszug)
- 1994: Aufnahme in die American Academy of Arts and Sciences
- 1997: Turing Award
- 1999: John-von-Neumann-Medaille
- 2000: National Medal of Technology

## Werke
- D. C. Engelbart: A Conceptual Framework for the Augmentation of Man’s Intellect. In: P. W. Howerton, D. C. Weeks (Hrsg.): The Augmentation of Man’s Intellect by Machine. Spartan Books (Vistas in Information Handling, I), Washington DC 1963, S. 1–29.
- W. K. English, D. C. Engelbart, M. L. Berman: Display-Selection Techniques for Text Manipulation. In: IEEE Transactions on Human Factors in Electronics HFE-8, Nr. 1, 1967, S. 5–15.
- D. C. Engelbart, W. K. English: A research center for augmenting human intellect. In: Proceedings of the AFIPS 1968 Fall Joint Computer Conference. Thompson Book, San Francisco CA 1968, S. 395–410.
- D. C. Engelbart, R. W. Watson, J. C. Norton: The augmented knowledge workshop. In: Proceedings of the AFIPS National Computer Conference, June 4–8, 1973, S. 9–21.
- D. C. Engelbart: NLS Teleconferencing Features: The Journal, and Shared-Screen Telephoning. In: IEEE CompCon Digest, September 9–11, 1975, S. 173–176.
- Douglas C. Engelbart: The augmented knowledge workshop. In: Adele Goldberg (Hrsg.): A History of Personal Workstations. Addison-Wesley, Reading MA 1988, ISBN 0-201-11259-0, S. 187–236, bootstrap.org
- Boosting our collective IQ: selected readings. BLT Press, Fremont CA 1995, ISBN 1-895936-01-2, dougengelbart.org